# Jules Stiénon du Pré
Jules Stiénon du Pré, né à Ath le 21 mars 1827 et mort à Tournai le 17 août 1896, est un homme politique belge.

## Fonctions et mandats
- Membre du Sénat belge : 1892-1896

## Sources
- Paul VAN MOLLE, Het Belgisch Parlement, 1894-1972, Antwerpen, 1972
- Jean-Luc DE PAEPE & Christiane RAINDORF-GERARD, Le Parlement belge, 1831-1894, Brussel, 1996
- Oscar COOMANS DE BRACHÈNE, État présent de la noblesse belge, Annuaire 1999, Brussel, 1999